# Rescued in Mid-Air
Rescued in Mid-Air er en britisk stumfilm fra 1906 af Percy Stow.